# Grandidierella propodentata
Grandidierella propodentata is een vlokreeftensoort uit de familie van de Aoridae. De wetenschappelijke naam van de soort is voor het eerst geldig gepubliceerd in 1986 door Moore.